# Ernst Boris Chain
Sir Ernst Boris Chain (Berlin, 19. lipnja, 1906. – 12. kolovoza, 1979.)  britanski biokemičar, koji je 1945.g. dobio Nobelovu nagradu za fiziologiju ili medicinu za svoj rad na penicilinu, zajedno s Howardom Walterom Floreyjem i Alexanderom Flemingom.

## Životopis
Chain je rođen u Berlinu. 1930.g. diplomirao je kemiju. Nakon što je nacistički režim došao na vlast u Njemačkoj, Chain je 1933.g. preselio u Englesku.
Na Sveučilištu Cambridge proučavo je fosfolipide pod vodstvom profesora Sira Fredericka Gowlanda Hopkinsa. 1935.g. prihvatio je posao predavača patologije na sveučilištu Oxford i za to vrijeme istražuje različite stvari (npr. zmijski otrov, lizozime i biokemiju).
1939.g. pridružio se Howard Floreyu, na istraživanju prirodnih antibakterijskih tvari koje proizvode mikroorganizmi. To je dovelo Chain i Florey da preispitaju rad Alexander Fleminga koji je prije devet godina opisao penicilin.  Zajedno su otkrili terapeutski učinak i kemijski sastav penicilina. Chain je otkrio načine kako izolirati i koncentrirati penicilin. Chain je također i teoretski pretpostavio strukturu penicilina, što je kasnije potvrdila Dorothy Hodgkin kristalografijom pomoću rendgenskih zraka.
Poslije drugog svjetskog rata seli u Rim, gdje je radio sve do svoga povratka u Veliku Britaniju 1964.g. Nakon umirovljenja, živio je na zapadu Irske do svoje smrti.

## Vanjske poveznice
- (engl.)Nobel - životopis  Arhivirana inačica izvorne stranice od 2. prosinca 2001. (Wayback Machine)